# Christoph Bochdansky
Christoph Bochdansky (* 1960 in Tulln) ist ein österreichischer Puppenspieler, Ausstatter und Regisseur.

## Leben
Christoph Bochdansky wuchs in Vorarlberg auf. Er studierte ab 1979 Bühnenbild am Mozarteum in Salzburg und ging 1981 nach Bochum, wo er das Figurentheater-Kolleg absolvierte. Nach Abschluss der Ausbildung war er Spieler bei einigen Puppenbühnen, u. a. dem Figurentheater LILARUM. Anschließend begann er, eigene Stücke zu machen, die er seither auf internationalen Festivals weltweit zur Aufführung bringt. Seine Produktionen schweben immer in einem grotesk absurden, humorvollen Raum.
Er ist Gastdozent an der Hochschule für Musik und Darstellende Kunst Stuttgart, Studienzweig Figurentheater, und an der Hochschule für Schauspielkunst "Ernst Busch" Berlin, Abteilung Puppenspielkunst.
Bochdanskys Arbeit ist geprägt durch eine langjährige Zusammenarbeit mit dem Figurentheater Wilde & Vogel, dem Figurentheater LILARUM und dem Lindenfels Westflügel.
2005 wurde seine Regie in der Produktion Das Konterfei von Steffi Oberhoff mit dem Stuttgarter Theaterpreis ausgezeichnet.
Bochdansky lebt und arbeitet in Wien.

## Stücke (Auswahl)

### Für Erwachsene
- Ich habe gerade eine Frau gegessen – ein Kasperltheater über Mann nach Frau gespielt vom Krokodil (Solo, 2007)
- Das Unterösterreich (mit Hannes Löschel und W.V. Wizlsperger, 2006)
- Sommernachtstraum – reorganisiert (mit Figurentheater Wilde & Vogel, 2004)
- Ich freue mich (Musik: Hannes Löschel, Johann Sebastian Bach, 2004)
- Kasperl – dieser Mann ist eine Fälschung (Solo, 2001)
- Kasperl, du Depp! (Musik: Raino Rapottnig, 1995)
- Zwielicht – hüte dich bleib wach und munter! (Solo, 1998)
- Frau Blaha´s Magd (Tanz: Rose Breuss, 1995)
- Treibholz, ein echter Kosmopolit (Tanz: Rose Breuss, 1988)
- Shipper Vavasseur Colombo (Solo, 1982)

### Für Kinder

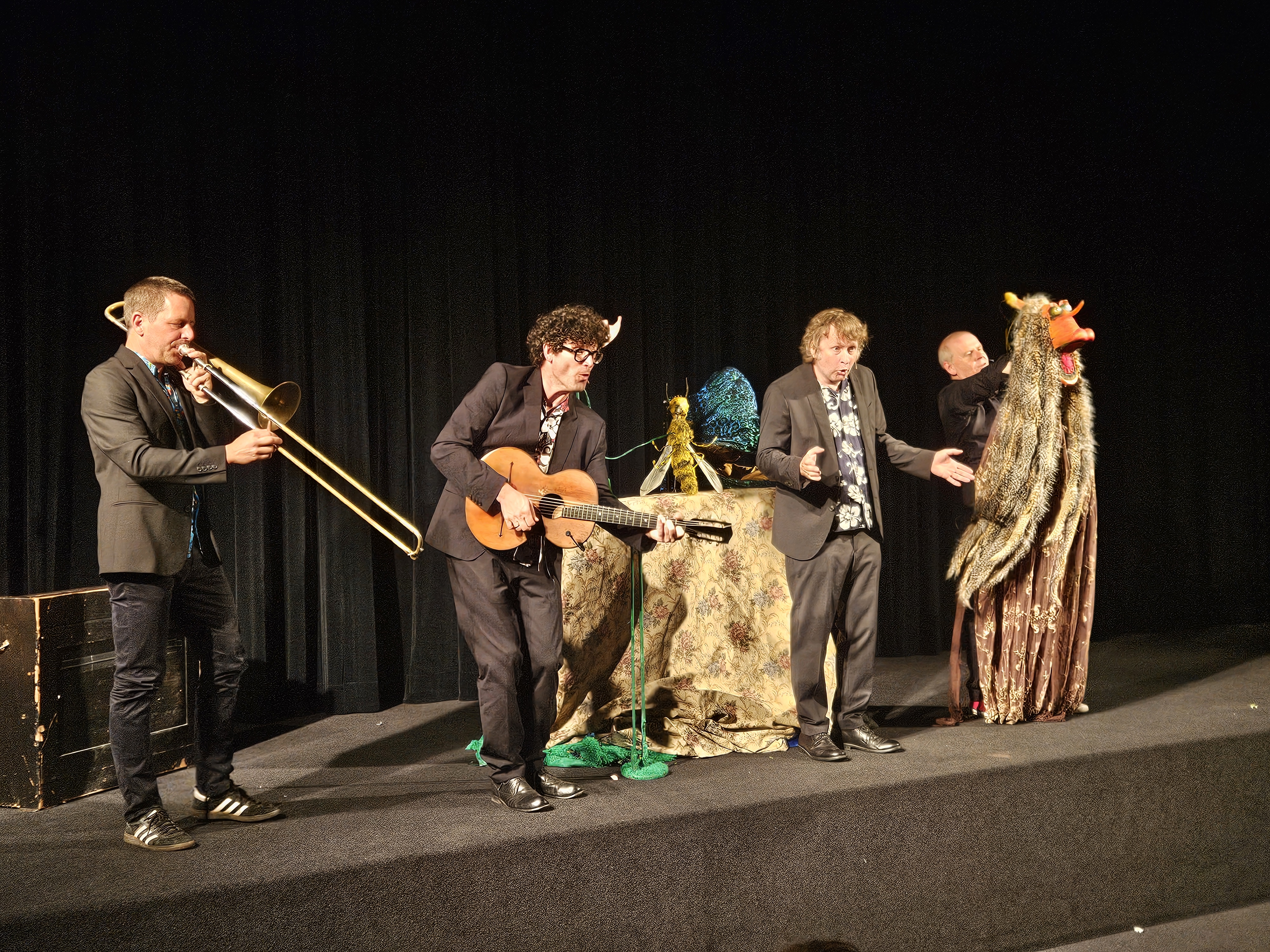
Bochdansky (rechts) mit Die Strottern (Mitte) und Martin Ptak (links) mit dem Stück Blumengeschichte in Krems 2024

- Rapunzel (Solo, 2002, Wiederaufnahme 2008)
- Onkel Dük im Nixenstein (Solo, 2006)
- Die Weihnachtsgeschichte (Musik: Hannes Löschel, 2001)
- Als das Weltbild einst verloren ging (mit Hubertus Zorell, 2001)
- Das ist die Geschichte vom Spezi Paul (mit Martina Spitzer, 2000)
- In einem Land (Choreografie: Rose Breuss, 2001)
- Was macht der Faun am Nachmittag? (Choreografie: Rose Breuss, 2002)
- Quakalulubaby (Auftragsarbeit für das Figurentheater LILARUM, Buch & Regie, 2012)
- Blumengeschichte (Musik: Die Strottern und Martin Ptak, 2023)

## Regie
- 1998: Märchen-Märchen, Mirabile, Linz
- 1999: Koko mit dem Zauberschirm, Figurentheater LILARUM, Wien
- 2002: Münchhausen, Jungermann, Stuttgart
- 2004: Paradies, heute geöffnet – IMAGO, Wels
- 2005: Das Konterfei, Steffi Oberhoff, Stuttgart
- 2007: Der Herzkasper, Florian Feisel, Thalia Theater, Halle/Saale
- 2009: Im Bett, TheCla, dreizurdritten, Wien
- Rotkäppchen, Die drei kleinen Schweinchen, Figurentheater Tröbinger, Linz